# Wörderfeld
Wörderfeld gehört zu den zehn Ortsteilen der Stadt Lügde im Kreis Lippe in Nordrhein-Westfalen. Der Ortsteil hatte am 31. Dezember 2021 326 Einwohner. Der derzeitige Ortsvorsteher ist Bernd Schmidtmeier.

## Geographie

### Geographische Lage
Wörderfeld liegt auf einer Höhe von 240 m ü. NHN und rund zehn Kilometer südöstlich der Kernstadt Lügde. Die Flächengröße beträgt 6,146 km². Der Ortsteil liegt im äußersten Südosten Lippes. Im Süden erhebt sich der Kiels Berg, im Südwesten liegt der Kloster- und der Kalaxberg und im Osten und Norden steigt das Land zur rund 300 Meter hohen Ottensteiner Hochebene an.

## Geschichte
Wörderfeld wird in einer Schenkungsurkunde aus dem Jahr 1258 unter der Bezeichnung Villa Worden bzw. Menzenhagen erstmals erwähnt. Seine Geschichte ist eng mit der Geschichte des Klosters Falkenhagen verbunden. Auch Wörderfeld fiel im 14. Jahrhundert wüst. Vorläuferort war Mensenhagen auf demselben Siedlungsplatz. 1526 wurde Wörderfeld, welches anfangs noch als Mensenhagen bezeichnet wurde, mit Unterstützung des Klosters wieder aufgebaut. Vermutlich um 1605 wurde eine Zehntscheune errichtet, in der die Bauern den Zehnten für das Kloster lagern mussten. Die Scheune steht heute noch und ist ein Musterbeispiel für den technischen Stand des Zimmerer-Handwerks im 17. Jahrhundert. Wie alle Dörfer im Bereich des Klosters Falkenhagen ist auch Wörderfeld gemischt konfessionell. Im Verlauf der Gegenreformation um 1609 hatte der Bischof von Paderborn in Falkenhagen eine Gruppe Jesuiten angesiedelt. Sie lebten dort im Gebäude der heutigen katholischen Kirche. Ihnen gelang es, viele protestantische Bewohner der Umgebung für die katholische Kirche zurückzugewinnen. Damit wurden Wörderfeld und weitere Dörfer zur Hälfte katholisch, ein einmaliger Vorgang im protestantischen Lippe.
Die vorher selbständige Gemeinde wurde im Rahmen der Kommunalreform am 1. Januar 1970 eingemeindet.

### Ortsname
Neben der Ersterwähnung als Villa Worden bzw. Menzenhagen (1258) sind folgende Namen im Laufe der Jahrhunderte belegt: Wuerden (1358/1360), Worden (1361), Menßenhagen (1463), Menzenhaghen und Worder felt (Anfang des 16. Jh.), Mensenhagen (1526), Wuerden (1532), Worderfelde (1535, im Landschatzregister), Wordefeldt (1562, im Landschatzregister), Worderfeldt (1590), Würderfelde (1649), Worderfelde (1731) sowie Wörderfeld (ab etwa 1752).

## Sehenswürdigkeiten
In Wörderfeld gibt es ein restauriertes altes Backhaus, das im Jahr 1990 eingeweiht wurde. Interessierte Besucher werden hier in der Kunst des bäuerlichen Brotbackens unterrichtet. Alle zwei Jahre findet das Backhausfest statt, bei dem zahlreiche Besucher miterleben, wie im Ofen Brote und Kuchen gebacken werden.

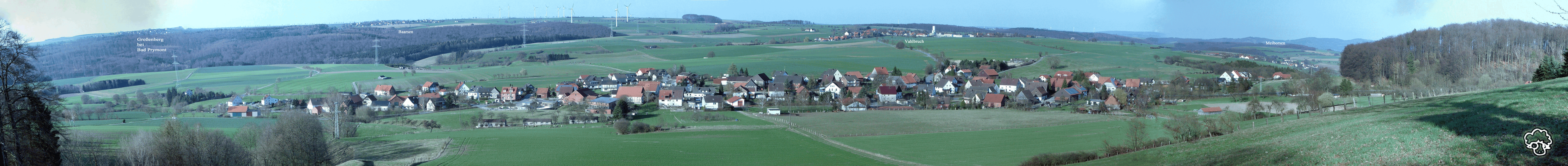
Panorama Wörderfeld, April 2010

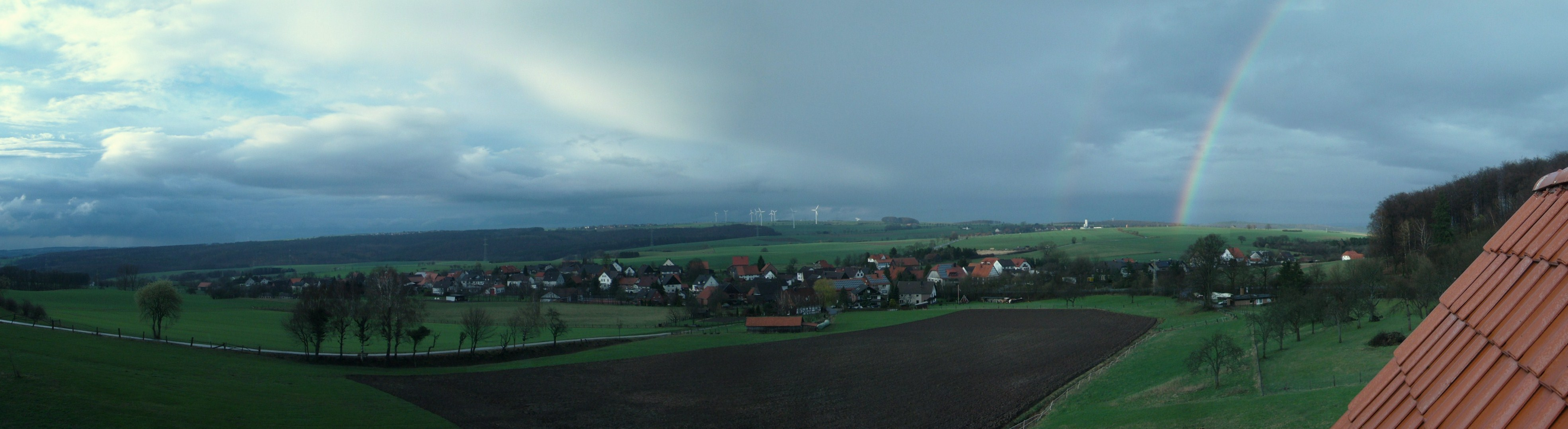
Blick auf Wörderfeld, Ostern 2010